# Cascada Capra
Cascada Capra (cunoscută și sub denumirea de Cascada Iezerului) este o cascadă situată pe versantul sudic al Munților Făgăraș în apropiere de cota 2.000, chiar lângă  Transfăgărășan, între Cabana Capra și Lacul Bâlea, pe DN7C.

## Caracteristici
Are 35 m înălțime. Apa cascadei provine din Lacul Capra și îngheață numai în iernile geroase.